# Trichopteryx pallida
Trichopteryx pallida är en fjärilsart som beskrevs av Barend J. Lempke 1969. Trichopteryx pallida ingår i släktet Trichopteryx och familjen mätare. Inga underarter finns listade i Catalogue of Life.